# Duché de Ksani
XIIIe siècle – 1801
Entités précédentes :
- Royaume de Géorgie

Entités suivantes :
- Vice-royauté du Caucase

Le duché de Ksani (en géorgien : ქსნის საერისთავო, k'snis saerist'avo) est une division administrative en Géorgie féodale consistant des terres autour de la vallée de Ksani et de deux autres vallées. Le duché constitue deux régions historiques du royaume de Géorgie et du royaume de Karthli : Ksniskhevi (avec son centre à Kvenipnevi) et Tskhradzmiskhevi (avec son centre à Largvissi et incluant le monastère de Largvissi). Tskhradzmiskhevi devient la partie dominante de la région à partir du Xe siècle en incluant les gorges de Lekhoura et de Medjouda et la partie méridionale du Liakhvi. C'est après l'annexion par les nobles locaux des gorges au sud-ouest de Tskhradzmiskhevi que la capitale régionale est transférée de Largvissi à Kvenipnevi.
D'après les écrits de Vakhoucht Bagration. le duché de Ksani se sépare administrativement du reste de la Karthli sous le règne de Tamar la Grande au début du XIIIe siècle. Durant l'invasion mongole de la seconde moitié du XIIIe siècle, la dynastie Bibilouri contrôle la région.
Au XIVe siècle, le duché (nommé saeristavo dans les documents géorgiens) inclut les villages de Tskhradzma, Djamouri, Khartchoki, Djourta, Kholoti, Isroliskhevi, Abazasdzeta, Trousso, Ghouda, Gagasdzeni, Mleti, Arakhveti, Khandi, Khantchaeti, Dzagnakora, Dighaoumi, Gavassi, Atseriskhevi et Bekhouché. Une grande partie de ces territoires est aujourd'hui sous le contrôle de la république séparatiste d'Ossétie du Sud.
Au XVe siècle, le duché est augmenté par le roi David X de Karthli au statut de satavado, donnant au dirigeant local la responsabilité d'entretenir une armée régionale.

## Liste des ducs
- Largvel Kvenipneveli
- Chalva Ier, son fils
- Virchel, son fils
- 1460-1470 : Chalva II Kvenipneveli
- Elizbar Kvenipneveli
- 1624-1635 : Jessé Ier Kvenipneveli
- 1635-1642 : Jessé II Kvenipneveli
- 1642-1653 : Chanché Ier Kvenipneveli
- 1653-1661 : Chalva Kvenipneveli
- 1661-1675 : Jessé III Kvenipneveli
- 1675-1717 : David Kvenipneveli
- 1717-1753 : Chanché II Kvenipneveli
- 1753 : Annexion au royaume de Karthli
- 1790-1801 : Ioulon Bagration, en apanage